# Henry-François-Joseph de Chapelle de Jumilhac
Pour les articles homonymes, voir Jumilhac.
Henry-François-Joseph de Chapelle, baron de Jumilhac (31 août 1752, Cubjac - 7 juillet 1820, château de Guigneville), est un militaire, diplomate et homme politique français.

## Biographie
Il est le fils d'Antoine Joseph Marie Chapelle de Jumilhac, seigneur de Cubjac, gouverneur de la Bastille, et d'Anne Constance Bertin, le neveu de Pierre Chapelle de Jumilhac de Cubjac, évêque de Lectoure de 1761 à 1772. 
Il suit la carrière militaire et sert au régiment d'Artois cavalerie.  
Chargé de plusieurs missions diplomatiques, il séjourne un temps à la cour de Prusse.  
En 1788, il est promu mestre de camp et nommé conseiller d'ambassade à Lisbonne. 
En avril 1777, son contrat de mariage avec Adrienne Renée Ursule Jourdan de Launay (24 novembre 1764 - 1839) est signé à Versailles par le Roi et la famille royale. Elle est la fille de Bernard René Jourdan, marquis de Launay, gouverneur de la Bastille, et d'Ursule Philippe, sa première épouse.  
Tous deux sont admis aux honneurs de la Cour, lui en 1772, elle en 1784. Il obtient la survivance de la fonction de son beau-père, qui est massacré à la suite de la prise de la Bastille, en juillet 1789. 
À la Révolution, il n'émigre pas. De 1805 à 1820, il est maire de Guigneville sur Essonne. En 1810, il est aussi président du canton de La Ferté-Alais. A la première Restauration, il reçoit de Louis XVIII la croix de Saint-Louis et le brevet de maréchal de camp. En 1815 et 1816, il préside le collège électoral du département de Seine et Oise. 
Le 22 août 1815, il est élu député de Seine-et-Oise, département dans lequel se trouve sa terre de Guigneville, et siège dans la majorité de la Chambre introuvable. Il appuie la proposition Lachèse-Murel, tendant à replacer entre les mains du clergé catholique les registres de l'état civil. 
Réélu le 4 octobre 1816, il vote de même avec le côté droit pendant la législature suivante, jusqu'à sa mort, à Guigneville le 7 juillet 1820. 
Il est uniquement le père d'une fille, Athénaïse Charlotte Louise Marguerite Chapelle de Jumilhac, (Guigneville, 3 août 1793 - Paris, 8 janvier 1816), morte avant ses parents et sans postérité. Elle épouse à Guigneville le 28 août 1810 Edouard de Malet de La Jorie (Paris, paroisse Saint Laurent, 25 juin 1784 - Paris, 26 août 1843), lieutenant de chasseurs, qui se fait prêtre pendant son veuvage .
Il est membre de la Société d'Agriculture et des Arts du département de Seine et Oise, dans les Mémoires de laquelle il publia plusieurs articles.

### Sources
- « Henry-François-Joseph de Chapelle de Jumilhac », dans Adolphe Robert et Gaston Cougny, Dictionnaire des parlementaires français, Edgar Bourloton, 1889-1891 [détail de l’édition]